# NGC 3603 A1
A1 (NGC 3603 A1 / WR 43a) è una stella binaria situata nella costellazione della Carena. Di magnitudine apparente +11,18 è, insieme a NGC 3603 B, la stella più luminosa dell'ammasso aperto NGC 3603, distante circa 20.000 anni luce dalla Terra. Si tratta di una binaria spettroscopica a eclisse formata da due componenti estremamente massice; la principale, con una massa equivalente a quella di 116 soli, è una delle stelle più massicce conosciute.

## Caratteristiche fisiche
Entrambe le componenti sono stelle di Wolf-Rayet di tipo spettrale WN6h. La secondaria, che ha una massa 86 volte quella solare, ruota attorno alla principale in un periodo di 3,77 giorni.
Il calcolo delle masse, effettuato da un team dell'Università di Montréal, si è basato sulla combinazione di misure spettroscopiche e fotometriche trovando i valori di 116 ± 31 masse solari per la principale e di 89 ± 16 per la secondaria